# Efe Godoy
Efe Godoy (Sete Lagoas, Minas Gerais, 1988) es una persona artista visual y vocalista transgénero brasileña. Trabajando con el dibujo y la pintura, pero también con la música y la performance, sus obras destacan por su hibridez.

## Biografía
Su madre es maestra y su padre ornitólogo. En 2011 se mudó a Belo Horizonte, donde estudió Artes Plásticas en la Escola Guignard.
Su primera exposición individual, realizada en 2015, se llamó Por enquanto pássaros, y tuvo lugar en la Galería de Arte Cultural BDMG. La muestra incluyó más de ochenta dibujos del artista. En noviembre del mismo año, participó del proyecto Telas Urbanas, desarrollado en la Avenida Antônio Carlos, en la región de Pampulha, en Belo Horizonte, con destaque en un trabajo científico presentado en 2016, en el 12º Congreso Brasileño de Investigación y Desarrollo en Diseño. En 2016, su performance Homem-Capivara fue seleccionada para participar en la 6.ª edición de Bolsa Pampulha. En esta actuación, Godoy usa la cabeza artificial de un carpincho, hecha por miembros del Grupo Pigmaleão, y replica la rutina del animal, que incluye "tomar el sol en los jardines de Burle Marx ".
Entre junio y julio de 2018, en una residencia artística en el Centro de Fotografía de Montevideo, realizó la exposición Hasta convertirse en la cosa observada, junto a la artista Marci Silva. En el mismo año, entre octubre y noviembre, participó de una residencia artística en el Instituto Adelina, en São Paulo.
En 2019 realizó la exposición individual Estranho familiar, en la Galeria Celma Albuquerque, con obras creadas por el artista en los dos años anteriores. Godoy también empezó a habitar el lugar donde se realizaba la exposición, y a la exposición se sumaron las obras que realizó durante ese período.
Además de artista plástica, Efe es vocalista de la banda psicodélica Absinto Muito.
En una entrevista de junio de 2021 con la revista Harper's Bazaar, Efe dice que Ventura Profana es su inspiración musical y dice que es de género fluido.

## Exposiciones individuales
- 2015: Por Mientras Pájaros, Galería de Arte Cultural BDMG;
- 2016: Como si yo estuviera allí, Alliance Française BH;[14]
- 2017: Al mismo tiempo que crecen las plantas y todas las cosas, Memorial Vale Minas Gerais ;[15]
- 2019: Familiar Stranger, Galería Celma Albuquerque.